# Matteo D'Alberto
Matteo Guglielmo D'Alberto (Milano, 27 novembre 1984) è uno sciatore nautico italiano.
Tra il 2004 e il 2005 ha vinto varie medaglie agli europei under-21 (due bronzi e due argenti) e una medaglia d'oro ai campionati mondiali universitari di Balakovo nel salto.
Nel luglio 2007 ha vinto il titolo italiano di sci nautico nel salto ed è arrivato secondo nello sci nautico a figure.